# ميخائيل غروبر
ميخائيل غروبر (بالإنجليزية: Michael Gruber)‏ هو كاتب أمريكي، ولد في 1 أكتوبر 1940 في بروكلين في الولايات المتحدة.